# Mia Khalifa
Mia Khalifa (în arabă ميا خليفة; n. 10 februarie 1993, Beirut, Liban), cunoscută și sub numele de Mia Callista, este o personalitate mass-media și actriță libano-americană, cunoscută mai ales pentru rolurile ei în filme pornografice din perioada 2014-2015.
Născută in Beirut, Mia Khalifa s-a mutat în Statele Unite în 2000. A început să joace în filme în pornografice în octombrie 2014, iar în decembrie a fost clasată pe locul 1 pe site-ul Pornhub. Alegerea unei astfel de cariere a fost întâmpinată cu controverse în Orientul Mijlociu, în special pentru un film în care ea a comis acte sexuale în timp ce purta hijabul islamic. Cu toate acestea, ea a fost deziluzionată de industria pornografică, încetându-și cariera. Ea a încetat din a creea filme pornografice în anul 2018. 

## Biografie
Mia Khalifa s-a născut pe 10 februarie 1993 în Beirut, Liban și s-a mutat cu familia ei în Statele Unite în 2000.  Familia ei este catolică și a fost crescută în această religie, deși nu mai este catolică. A trăit în mare parte în Montgomery County, câțiva ani mai târziu a absolvit Universitatea din Texas, El Paso, cu diplomă de licență în istorie.

## Viață personală
În timpul carierei sale pornografice, Khalifa a trăit la Miami înainte de a se muta înapoi în Texas.  S-a căsătorit cu iubitul ei de liceu, în februarie 2011 a cărui identitate nu este publică, dar o sursă l-a identificat ca Wyatt O'Brien.   S-au despărțit în 2014 și au divorțat în 2016.  În martie 2019, s-a logodit cu bucătarul suedez Robert Sandberg.  S-au căsătorit acasă în iunie 2020 după ce ceremonia inițială a fost amânată din cauza pandemiei COVID-19. 

## Carieră

### Porno
La începutul anului 2014, Khalifa și soțul ei de atunci au postat mai multe imagini pornografice într-un popular subreddit NSFW Reddit.  Khalifa a început industria filmelor pornografice profesionale în octombrie 2014.  Se plimba în Miami când a fost întrebată dacă s-a gândit vreodată să apară în filme pornografice.  Ea a atras atenția largă după lansarea unei scene BangBros în care poartă un hijab în timpul unei trio cu Sean Lawless și Julianna Vega.  Scena i-a adus lui Khalifa o popularitate instantanee, precum și critici din partea scriitorilor și a figurilor religioase și a condus părinții ei să o renege public.  Nimeni nu ar fi putut anticipa negativitatea care o înconjoară.”  Dintr-o dată, toată lumea o căuta. Efortul de a o cenzura a făcut-o doar omniprezentă."  Cu mai mult de 1,5 milioane de vizualizări, Khalifa în vârstă de 22 de ani, a devenit cel mai căutat model pe site-ul de distribuire a videoclipurilor pentru adulți Pornhub.  Pe 28 decembrie a aceluiași an, Pornhub a dezvăluit că a fost interpretul clasat pe locul 1 pe site-ul lor. 
Potrivit datelor de la Pornhub, în perioada 3-6 ianuarie 2015, căutările pentru Khalifa s-au multiplicat de cinci ori. Aproximativ un sfert din aceste căutări au venit din Liban, cu căutări substanțiale și din țările din apropiere, Siria și Iordania.  Din cauza controversei legate de hijab, ea a fost clasată pe locul 5 într-o listă cu „Cele mai cunoscute 10 vedete porno din lume” de revista britanică masculină Loaded în iulie 2016.  ] Almaza, o fabrică de bere libaneză, a difuzat o reclamă care arăta o sticlă de bere lângă paharele semnate ale lui Khalifa, cu sloganul: „Amândoi suntem evaluați 18+.”  În ianuarie 2015, trupa pop Timeflies a lansat o melodie intitulată „Mia Khalifa” în cinstea ei. 
În ianuarie 2017, xHamster a raportat că Khalifa a fost cea mai căutată actriță adultă din 2016.  În 2018, la trei ani după ce a părăsit industria, ea era încă a doua persoană cu cea mai bună poziție pe Pornhub.  În august 2019, ea a dezvăluit că a câștigat doar 12.000 de dolari lucrând în porno realizând aproximativ 1.000 de dolari pe scenă.  Nu a primit niciodată reziduuri de la Bangbros care dețin și vând conținutul ei sau de la Pornhub și alte site-uri gratuite pe care Bangbros a încărcat videoclipurile.  Dacă ar fi fost partener Pornhub, se estimează că ar fi câștigat peste 500.000 de dolari.  În iulie 2020, peste 1,5 milioane de persoane au semnat o petiție Change.org care făcea campanie pentru eliminarea videoclipurilor sale de pe site-uri precum Pornhub și BangBros. 

## În cultura populară
În noiembrie 2016, o petiție online solicita ca Khalifa să fie numită de președintele ales Donald Trump drept următorul ambasador al Statelor Unite în Arabia Saudită.